# فيرنر وولف
فيرنر وولف (بالألمانية: Werner Wolff)‏ هو موزع وكاتب ومؤلف ألماني، ولد في 7 أكتوبر 1883 في برلين في ألمانيا، وتوفي في 25 نوفمبر 1961 في روشليكون في سويسرا.